# 1389
1389 (MCCCLXXXIX) a fost un an obișnuit al calendarului iulian, care a început într-o zi de duminică.

## Evenimente
- 13 iunie: Bătălia de la Kosovo Polje. Nume a două bătălii purtate în provincia sârbă Kosovo. Prima între sârbii conduși de prințul Lazar și Imperiul Otoman condus de sultanul Murad I, încheiat cu înfrângerea Serbiei. Cea de-a doua bătălie a avut loc în anul 1448.

### Nedatate
- prima mențiune în documente a boierilor munteni.

## Nașteri
- 1 martie: Antonino Pierozzi, arhiepiscop italian (d. 1459)
- 27 septembrie: Cosimo Medici, conducătorul de facto al Florenței (d. 1464)
- 5 decembrie: Zbigniew Oleśnicki, cardinal polonez și om de stat (d. 1455)
- 24 decembrie: Ioan VI, duce de Bretania (d. 1442)

## Decese
- dată necunoscută: Hafez  (n. 1326)
- 28 iunie: Murad I Hudavendighiar  (n. 1326)
- 15 octombrie: Papa Urban al VI-lea papă (n. 1318)
- 19 mai: Dmitri Donskoi  (n. 1350)
- 15 iunie: Lazăr al Serbiei  (n. 1329)
- 28 iunie: Miloș Obilici  (n. 1350)
- dată necunoscută: Birutė  (n. 1325)